# Omul din Rio
Omul din Rio (titlul original: în franceză L'homme de Rio) este un film de aventuri franco-italian, realizat în 1964 de regizorul Philippe de Broca, protagoniști fiind actorii Jean-Paul Belmondo, Françoise Dorléac, Jean Servais și Adolfo Celi.

## Conținut
Adrien Dufourquet, militar la o unitate de aviație din Besançon, în timpul concediului său de opt zile vrea să-și viziteze capricioasa logodnică Agnès Villermosa din Paris. Cu puțin timp înainte de sosirea sa, doi indieni sudamericani au furat de la Musée de l’Homme din Paris o veche statuetă sudamericană și au ucis un paznic. Profesorul Catalan, expert în cultura dispărută a Maltecanului, îl informează pe comisarul investigator despre istoria statuetei: există trei astfel de exemplare găsite de membrii expediției, Castro, Villermosa și Catalan înainte cu un an în jungla braziliană. Fiecare participant a luat una dintre statuete, iar Catalan consideră că statueta furată este una dintre cele trei care ascund secretul unei comori. Villermosa a murit la scurt timp după înapoierea din expediție, iar fiica sa Agnès, știe unde se află statueta tatălui ei, în Rio. Agnès este răpită sub ochii lui Adrien, iar el o urmărește până în Rio de Janeiro să o elibereze.
La Rio, Adrien este ajutat de un copil lustragiu, astfel Adrien reușește să o elibereze pe Agnès sechestrată într-un hotel. Găsesc statueta tatălui lui Agnès, dar gangsterii reușesc să le-o fure. Agnès și Adrien mergând pe urmele gangsterilor, ajung în Brasilia și îi fac o vizită miliardarului Castro. În drum, îl eliberează pe profesorul Catalan din mâinile gangsterilor. În Brasilia, care este în prezent în construcție, se întâlnesc cu Castro. Se dovedește că tocmai Catalan a pus la cale crimele și răpirile, îl ucide pe Castro și o răpește pe Agnès, de care este îndrăgostit, propunându-i să se bucure împreună de comoara căutată. Adrien o urmărește într-un oraș mai mic din bazinul Amazonului, unde Catalan, gașca sa și Agnès merg în junglă pentru a ridica comoara.
Statuetele nu conțineau doar fițuici pe care era întocmit planul unde se află tezaurul, ci ele trebuie de asemenea plasate pe niște socluri într-o peșteră la un anumit moment al zilei, astfel încât pietrele prețioase fixate pe statuete, să reflecteze lumina care astfel indica intrarea la tezaur...

## Distribuție
- Jean-Paul Belmondo – Adrien Dufourquet
- Françoise Dorléac – Agnès Villermosa
- Jean Servais – profesorul Norbert Catalan
- Milton Ribeiro – Tupac, un gangster
- Simone Renant – Lola (cântăreața de cabaret)
- Adolfo Celi – senhor Mario de Castro
- Ubiracy De Oliveira – „sir Winston”, micul lustragiu
- Roger Dumas – Lebel (colegul de armată a lui Adrien)
- Daniel Ceccaldi –  inspectorul de poliție
- Lucien Raimbourg – generalul la aeroport, în scaunul cu rotile
- Louise Chevalier – portarul profesorului Catalan
- Robert Blome – paznicul ucis la muzeu
- Nina Myral – mătușa lui Agnès
- Max Elloy – doctorul
- André Tomasi – un vameș la aeroport
- Marie Marc – slujnica lui Agnès
- Peter Fernandez
- Sabu do Brasil
- Maurice Hartwig
- Silva de Carbalho
- Jacques Piervil
- C.A de Portela
- Christian Bagot
- Suzanne Negri
- Annick Malvil
- Aubry
- Sebastiao de Oliveira
- Osmar Ferrao
- Zé Keti
- Tarcisio Ramos
- Ubirajara Silva

## Melodii din film
- Chorando Sim de Almeidinha
- O rio e o mar de Catulo De Paula
- Serenado do mar de Catulo De Paula

## Premii și nominalizări
- Oscar 1965 : nominalizare la Premiul Oscar pentru cel mai bun scenariu original